# Мельников, Виктор Константинович
Ви́ктор Константи́нович Ме́льников (28 декабря 1914, Москва—5 февраля 2006, там же) — советский и российский художник.

## Биография
Родился 28 декабря 1914 в Москве в семье архитектора К. С. Мельникова. В 1936 году окончил Художественное училище памяти 1905 года и поступил в Московский государственный художественный институт, который окончил в 1942 году. Среди его учителей были художники П. П. Кончаловский и Н. П. Крымов.
В 1948—1949 годах преподавал живопись в Московской средней художественной школе. В 1951—1974 годах работал на Живописно-производственном комбинате Московского отделения Художественного фонда СССР, где выполнял эталонные копии с произведений русских художников из собрания Третьяковской галереи.
В. К. Мельников редко выставлялся и практически не продавал свои работы. Одним из почитателей его живописи был коллекционер русского авангарда Г. Костаки. Одна из последних выставок полотен Мельникова прошла в Государственном музее архитектуры, сотрудники которого по инициативе самого Виктора Константиновича проводили разборку семейного архива с целью организации будущего музея семьи.
После смерти отца и его супруги Анны Гавриловны Виктор Константинович жил в Доме Мельникова и являлся хранителем отцовского творческого наследия. Незадолго до кончины В. К. Мельников заподозрил одну из двух своих дочерей, Елену, в том, что она «обманным путём» вынудила его подписать дарственную на дом. В присутствии прессы он исключил её из завещания. Своей душеприказчицей он назначил другую дочь, Екатерину Каринскую, но в марте 2005 года объявил, что завещает дом государству, лишая обеих дочерей наследства. Условием передачи дома являлась организация в нём музея не только его отца, архитектора Константина Мельникова, но и музея самого Виктора Мельникова.
В. К. Мельников умер в Москве и был похоронен на Введенском кладбище (29 уч.) рядом с матерью и отцом.
В 2014 году в Москве открыт Государственный музей Константина и Виктора Мельниковых.